# Finská rallye 2010
Finská rallye 2010 (oficiálně 60. Neste Oil Rally Finland) byl 8. podnik Mistrovství světa v rallye 2010 (WRC), který se konal ve Finsku 29.–31. července 2010. Absolutním vítězem se stala posádka Jari-Matti Latvala a Miikka Anttila s vozem Ford Focus RS WRC. Závod o délce 310,29 km se jel na šotolině.

## Výsledky

### Celkové výsledky
| Poř.      | Jezdec               | Spolujezdec          | Vůz                      | Čas       | Odstup  | Body    |
| Celkově   | Celkově              | Celkově              | Celkově                  | Celkově   | Celkově | Celkově |
| --------- | -------------------- | -------------------- | ------------------------ | --------- | ------- | ------- |
| 1.        | Jari-Matti Latvala   | Miikka Anttila       | Ford Focus RS WRC 09     | 2:31:29,6 | 0,0     | 25      |
| 2.        | Sébastien Ogier      | Julien Ingrassia     | Citroën C4 WRC           | 2:31:39,7 | 10,1    | 18      |
| 3.        | Sébastien Loeb       | Daniel Elena         | Citroën C4 WRC           | 2:31:55,6 | 26,0    | 15      |
| 4.        | Petter Solberg       | Chris Patterson      | Citroën C4 WRC           | 2:32:00,3 | 30,7    | 12      |
| 5.        | Daniel Sordo         | Marc Martí           | Citroën C4 WRC           | 2:33:14,6 | 1:45,0  | 10      |
| 6.        | Matthew Wilson       | Scott Martin         | Ford Focus RS WRC 08     | 2:37:13,3 | 5:43,7  | 8       |
| 7.        | Mads Østberg         | Jonas Andersson      | Subaru Impreza WRC 2007  | 2:37:20,4 | 5:50,8  | 6       |
| 8.        | Juha Kankkunen       | Juha Repo            | Ford Focus RS WRC 08     | 2:39:18,6 | 7:49,0  | 4       |
| 9.        | Juho Hänninen        | Mikko Markkula       | Škoda Fabia S2000        | 2:40:34,6 | 9:05,0  | 2       |
| 10.       | Per-Gunnar Andersson | Anders Fredriksson   | Škoda Fabia S2000        | 2:41:45,3 | 10:15,7 | 1       |
| SWRC      |                      |                      |                          |           |         |         |
| 1. (9.)   | Juho Hänninen        | Mikko Markkula       | Škoda Fabia S2000        | 2:40:34,6 | 0,0     | 25      |
| 2. (10.)  | Per-Gunnar Andersson | Anders Fredriksson   | Škoda Fabia S2000        | 2:41:45,3 | 1:10,7  | 18      |
| 3. (11.)  | Patrik Sandell       | Emil Axelsson        | Škoda Fabia S2000        | 2:42:04,6 | 1:30,0  | 15      |
| 4. (13.)  | Martin Prokop        | Jan Tománek          | Ford Fiesta S2000        | 2:44:41,8 | 4:07,2  | 12      |
| 5. (16.)  | Michał Kościuszko    | Maciek Szczepaniak   | Ford Fiesta S2000        | 2:46:29,7 | 5:55,1  | 10      |
| 6. (17.)  | Janne Tuohino        | Markku Tuohino       | Ford Fiesta S2000        | 2:46:44,3 | 6:09,7  | 8       |
| 7. (29.)  | Násir al-Attíja      | Giovanni Bernacchini | Ford Fiesta S2000        | 2:57:50,1 | 17:15,5 | 6       |
| PWRC      |                      |                      |                          |           |         |         |
| 1. (18.)  | Ott Tänak            | Kuldar Sikk          | Mitsubishi Lancer Evo X  | 2:46:50,5 | 0,0     | 25      |
| 2. (20.)  | Jukka Ketomäki       | Kai Risberg          | Mitsubishi Lancer Evo X  | 2:48:18,8 | 1:28,3  | 18      |
| 3. (21.)  | Hayden Paddon        | John Kennard         | Mitsubishi Lancer Evo X  | 2:49:56,5 | 3:06,0  | 15      |
| 4. (24.)  | Anders Grøndal       | Veronica Engan       | Subaru Impreza WRX STi   | 2:51:45,8 | 4:55,3  | 12      |
| 5. (28.)  | Alex Raschi          | Rudy Pollet          | Mitsubishi Lancer Evo X  | 2:57:03,6 | 10:13,1 | 10      |
| 6. (30.)  | Martin Semerád       | Bohuslav Ceplecha    | Mitsubishi Lancer Evo IX | 2:58:26,7 | 11:36,2 | 8       |
| 7. (32.)  | Reijo Muhonen        | Lasse Miettinen      | Mitsubishi Lancer Evo X  | 2:59:52,5 | 13:02,0 | 6       |
| 8. (39.)  | Wang Rui             | Pan Hongyu           | Subaru Impreza WRX STi   | 3:04:53,4 | 18:02,9 | 4       |
| 9. (40.)  | Peter Horsey         | Moses Matovu         | Mitsubishi Lancer Evo X  | 3:05:15,6 | 18:25,1 | 2       |
| 10. (41.) | Nicholai Georgiou    | Joseph Matar         | Mitsubishi Lancer Evo X  | 3:05:58,2 | 19:07,7 | 1       |

### Rychlostní zkoušky
| Den                  | Rych. zkouška | Čas   | Název        | Délka    | Vítěz              | Čas     | Prům. rychl. | Vedoucí jezdec rally |
| -------------------- | ------------- | ----- | ------------ | -------- | ------------------ | ------- | ------------ | -------------------- |
| 1 (29.–30. července) | SS1           | 18:45 | Laajavuori 1 | 4,31 km  | Petter Solberg     | 2:33,2  | 98,46 km/h   | Petter Solberg       |
| 1 (29.–30. července) | SS2           | 07:42 | Urria 1      | 12,75 km | Mikko Hirvonen     | 5:55,8  | 129,01 km/h  | Mikko Hirvonen       |
| 1 (29.–30. července) | SS3           | 08:40 | Jukojärvi 1  | 22,29 km | Mikko Hirvonen     | 10:33,7 | 126,63 km/h  | Mikko Hirvonen       |
| 1 (29.–30. července) | SS4           | 10:06 | Urria 2      | 12,75 km | Sébastien Ogier    | 5:52,9  | 130,07 km/h  | Petter Solberg       |
| 1 (29.–30. července) | SS5           | 11:04 | Jukojärvi 2  | 22,29 km | Daniel Sordo       | 10:28,7 | 127,63 km/h  | Petter Solberg       |
| 1 (29.–30. července) | SS6           | 13:58 | Lankamaa     | 24,87 km | Jari-Matti Latvala | 12:03,3 | 123,78 km/h  | Petter Solberg       |
| 1 (29.–30. července) | SS7           | 15:01 | Sirkkamäki 1 | 6,45 km  | Jari-Matti Latvala | 3:04,4  | 125,92 km/h  | Jari-Matti Latvala   |
| 1 (29.–30. července) | SS8           | 15:36 | Myhinpää 1   | 15,52 km | Sébastien Loeb     | 7:07,8  | 130,60 km/h  | Jari-Matti Latvala   |
| 1 (29.–30. července) | SS9           | 17:27 | Sirkkamäki 2 | 6,45 km  | Jari-Matti Latvala | 3:01,4  | 128,00 km/h  | Jari-Matti Latvala   |
| 1 (29.–30. července) | SS10          | 18:02 | Myhinpää 2   | 15,52 km | Sébastien Loeb     | 6:59,8  | 133,09 km/h  | Jari-Matti Latvala   |
| 1 (29.–30. července) | SS11          | 20:00 | Laajavuori 2 | 4,19 km  | Petter Solberg     | 2:35,1  | 97,25 km/h   | Jari-Matti Latvala   |
| 2 (31. července)     | SS12          | 07:33 | Kolonkulma   | 10,35 km | Sébastien Ogier    | 5:06,4  | 121,61 km/h  | Jari-Matti Latvala   |
| 2 (31. července)     | SS13          | 08:01 | Väärinmaja   | 29,29 km | Sébastien Loeb     | 14:46,9 | 118,89 km/h  | Jari-Matti Latvala   |
| 2 (31. července)     | SS14          | 09:44 | Surkee 1     | 19,59 km | Jari-Matti Latvala | 9:56,4  | 118,25 km/h  | Jari-Matti Latvala   |
| 2 (31. července)     | SS15          | 11:59 | Leustu 1     | 21,35 km | Sébastien Loeb     | 10:08,8 | 126,25 km/h  | Jari-Matti Latvala   |
| 2 (31. července)     | SS16          | 12:46 | Himos 1      | 20,63 km | Sébastien Loeb     | 10:28,5 | 118,17 km/h  | Jari-Matti Latvala   |
| 2 (31. července)     | SS17          | 14:03 | Surkee 2     | 19,59 km | Sébastien Ogier    | 9:53,6  | 118,81 km/h  | Jari-Matti Latvala   |
| 2 (31. července)     | SS18          | 16:23 | Leustu 2     | 21,35 km | Jari-Matti Latvala | 9:59,9  | 128,12 km/h  | Jari-Matti Latvala   |
| 2 (31. července)     | SS19          | 17:10 | Himos 2      | 20,63 km | Sébastien Ogier    | 10:15,7 | 120,62 km/h  | Jari-Matti Latvala   |

## Situace po rallye

### Pořadí šampionátu jezdců
| Poř. | Jezdec             | Body |
| ---- | ------------------ | ---- |
| 1.   | Sébastien Loeb     | 166  |
| 2.   | Sebastien Ogier    | 118  |
| 3    | Jari-Matti Latvala | 105  |
| 4.   | Petter Solberg     | 90   |
| 5.   | Mikko Hirvonen     | 86   |
| 6.   | Daniel Sordo       | 77   |
| 7.   | Matthew Wilson     | 48   |
| 8.   | Federico Villagra  | 26   |
| 9.   | Henning Solberg    | 25   |
| 10.  | Mads Ostberg       | 16   |

### Pořadí šampionátu konstruktérů
| Poř. | Konstruktér         | Body |
| ---- | ------------------- | ---- |
| 1.   | Citroen WRT         | 265  |
| 2.   | BP Ford WRT         | 210  |
| 3.   | Citroen Junior Team | 145  |
| 4.   | Stobart Ford        | 108  |
| 5.   | Munchi's Ford       | 40   |

## Galerie

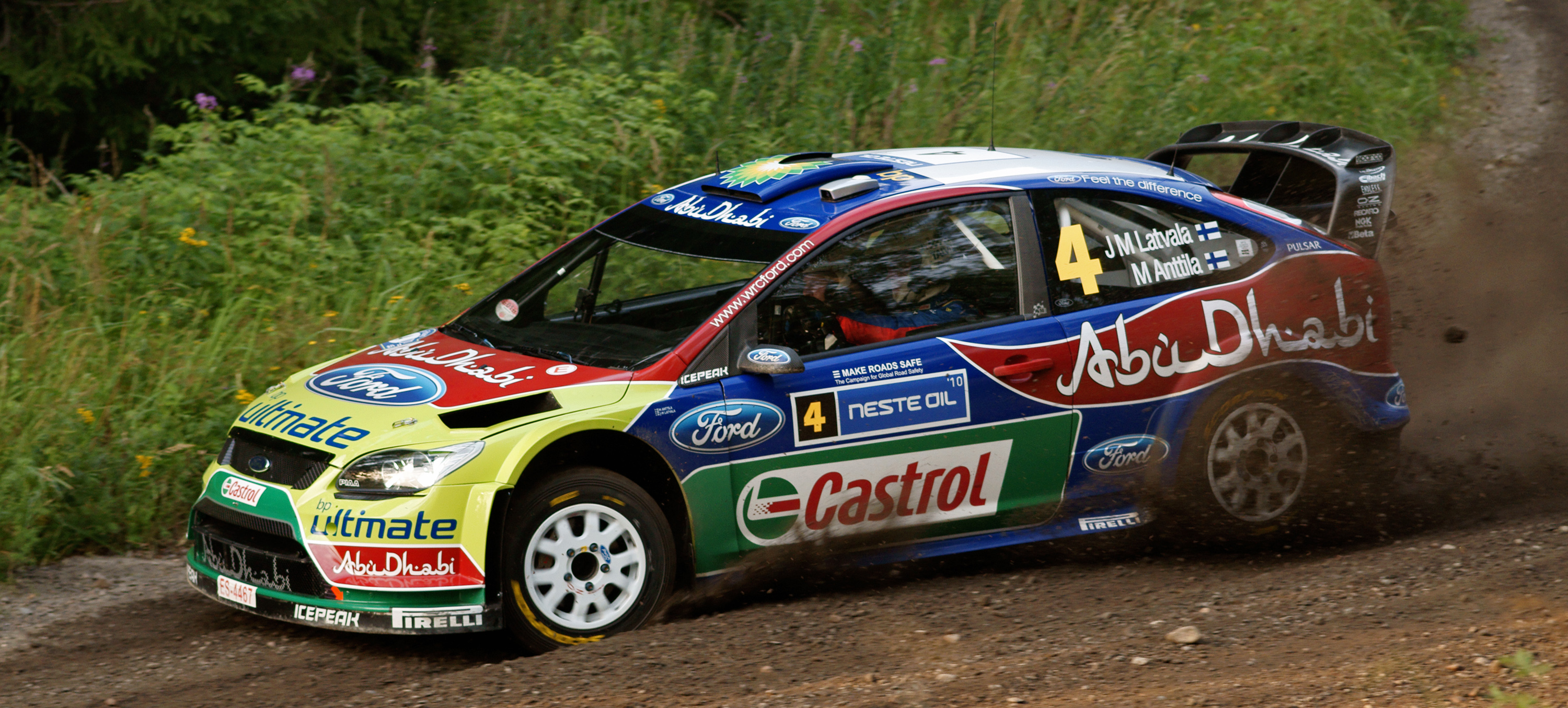
Ford Focus vítězné posádky Latvala a Anttila
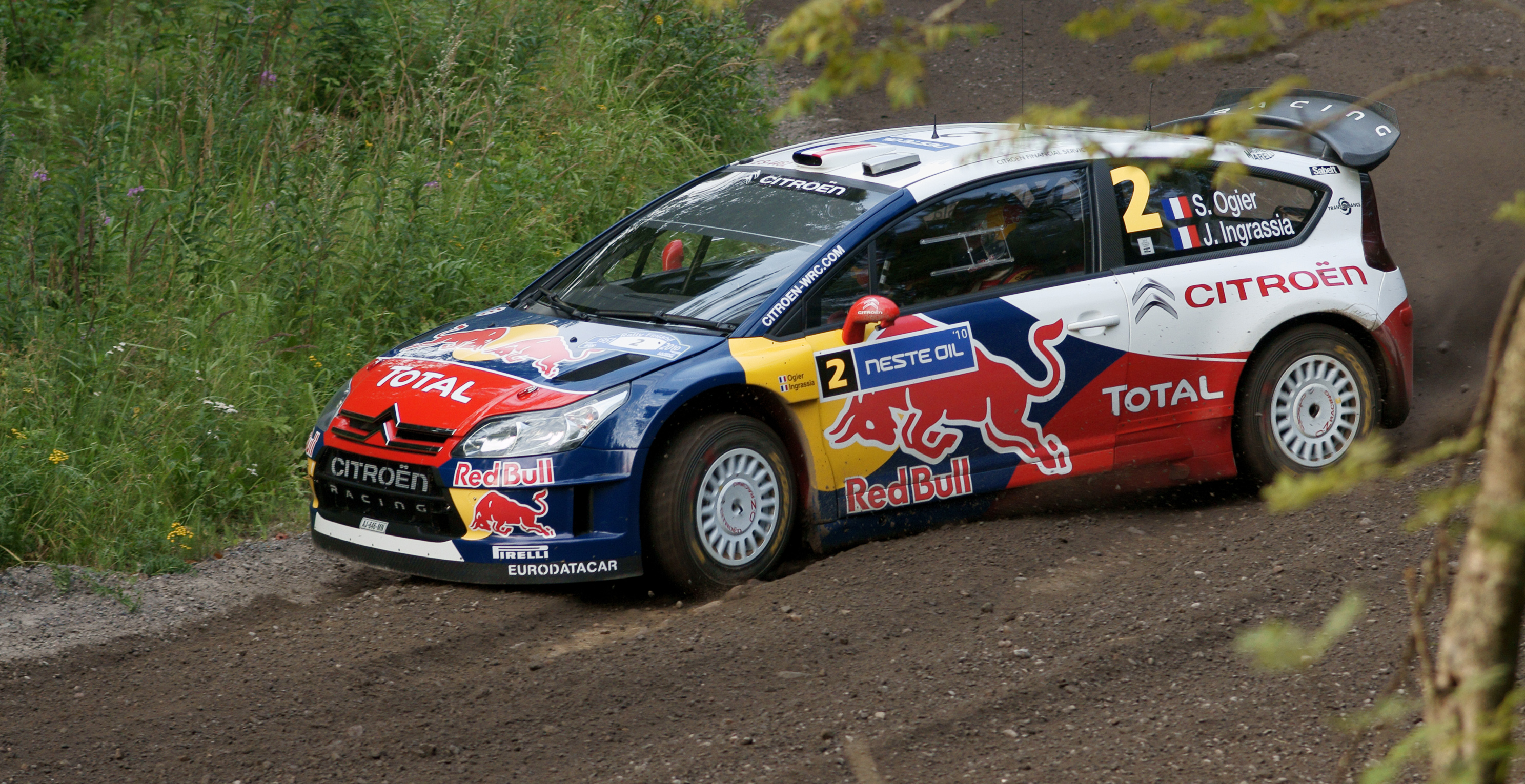
Citroën C4 druhých v pořadí Ogiera s Ingrassiou
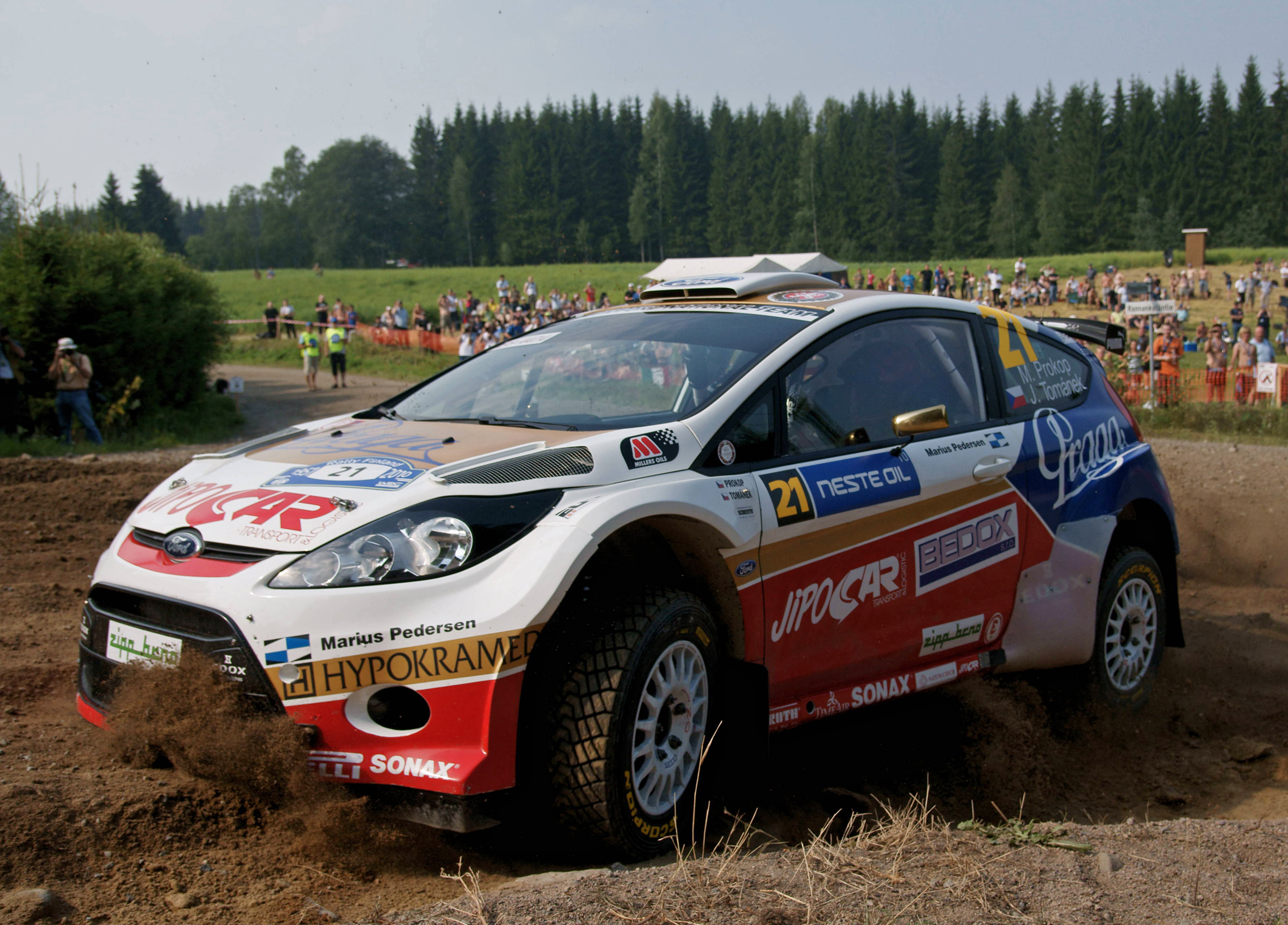
Prokop s Tománkem ve Fordu Fiesta
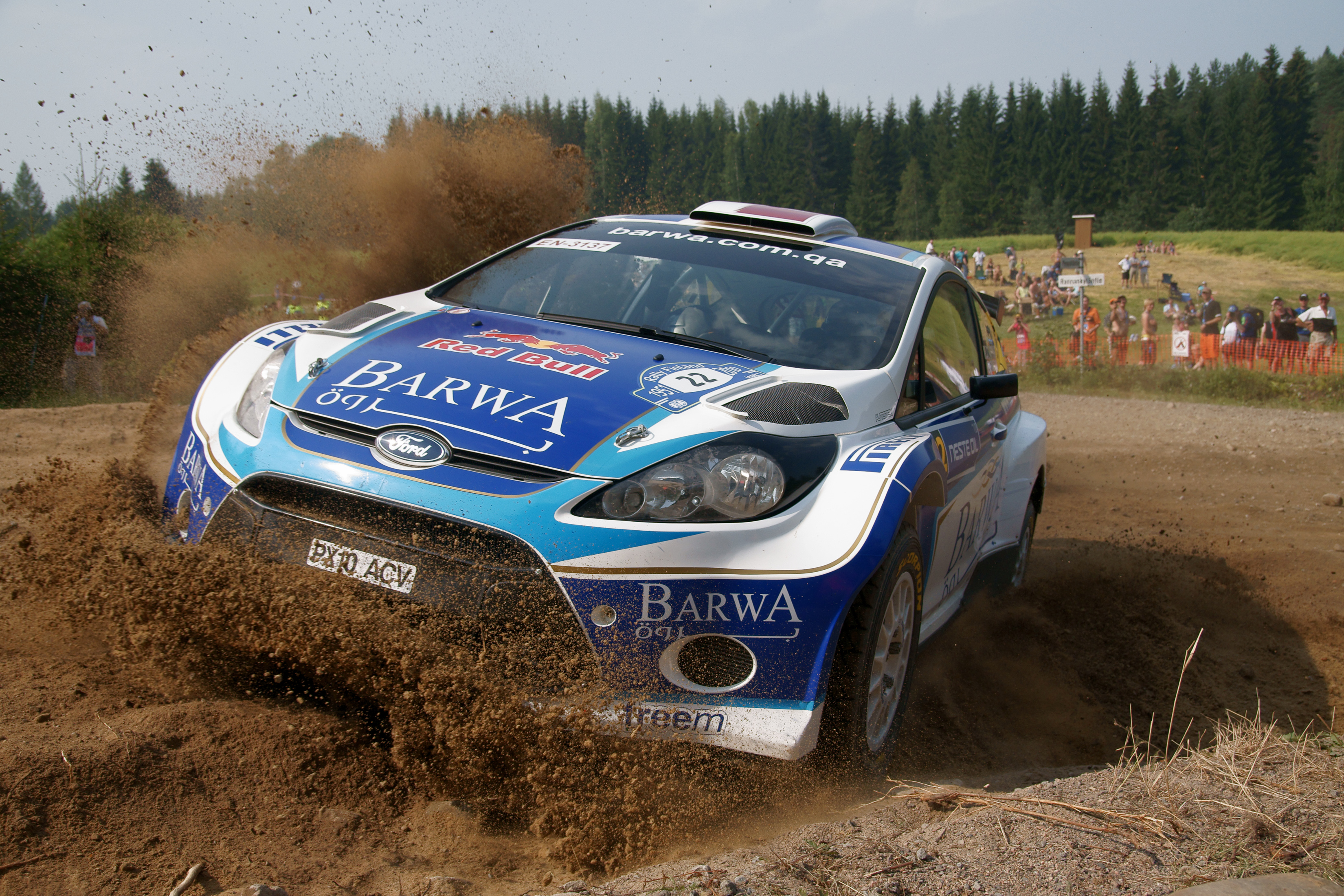
al-Attíja s Bernacchinim ve Fordu Fiesta S2000